# 邁亞·帕納斯
邁亞·伊万諾夫娜·帕納斯（俄语：Майя Ивановна Парнас；1974年5月15日—），是德涅斯特河沿岸的政治家。2015年10月13日她接替因辭職參與議會選舉的塔蒂亞娜·圖蘭斯媞雅成為代理德涅斯特河沿岸總理。後來在12月2日因為圖蘭斯媞雅被斥退總理職務而再次代理總理。